# Бриньоли, Альберто
Альберто Бриньоли (итал. Alberto Brignoli; 19 августа 1991, Трескоре-Бальнеарио, Италия) — итальянский футболист, вратарь греческого клуба АЕК.

## Биография
Родился в 1991 году в Трескоре-Бальнеарио (регион Ломбардия). С детства занимался футболом.
Первые профессиональные шаги делал в клубе Серии D «Монтикьяри», в составе которого сыграл свыше 60 матчей. В 2011 году перешёл в «Лумедзане». Сезон 2012/2013 Альберто провёл в аренде, выступая за «Тернану», а 31 января 2013 года подписал с клубом из Терни полноценный контракт.
2 февраля 2015 года за 1,75 миллиона евро был приобретён «Ювентусом». С тех пор был неоднократно арендован другими футбольными коллективами.
30 июля 2017 года оказался в годичной аренде в «Беневенто», сезоном ранее впервые в истории вышедшем в высший дивизион итальянского футбола. 3 декабря на 95-й минуте матча 15-го тура чемпионата Италии между «Беневенто» и «Миланом» Бриньоли оказался в штрафной площади соперника при исполнении стандартного положения и забил, тем самым оказавшись первым за 16 лет вратарём Серии А, отличившимся голевым действием, а также прервав антирекорд своей команды, проигравшей до этого 14 игр кряду.
25 июля 2018 года Бриньоли перешёл в «Палермо», выступавший в Серии B. По оценке Transfermarkt, трансферная стоимость составила 1 млн евро. Контракт с игроком был заключён на три года. Альберто являлся основным вратарём команды в сезоне 2018/19, сыграв 31 матч в Серии B. По ходу сезона с «Палермо» было снято 20 очков из-за финансовых нарушений, вследствие чего команда опустилась с 3-го на 11-е место в турнирной таблице. В июле 2019 года Федерация футбола Италии из-за невыполнения клубом финансовых условий исключила «Палермо» из Серии B и перевела в любительскую Серию D.
18 июля 2019 года Бриньоли в статусе свободного агента перешёл в «Эмполи», в составе которого отыграл два сезона. Будучи основным вратарём, стал победителем в Серии B сезона 2020/2021. 31 августа 2021 года перешёл в статусе свободного агента в греческий «Панатинаикос».